# Kewaunee, Wisconsin
Kewaunee là một thành phố thuộc quận Kewaunee, tiểu bang Wisconsin, Hoa Kỳ. Năm 2000, dân số của thành phố này là 2806 người.